# Britta Christensen
Britta Christensen (født 15. april 1948 i Nykøbing Falster) er en dansk politiker, der fra 1993 til oktober 2007 var borgmester i Hvidovre Kommune, valgt for Socialdemokraterne.
Christensen blev uddannet pædagog i 1985.
Hun begyndte sin politiske karriere i 1986, da hun blev valgt til Hvidovre Kommunalbestyrelse. Hun var socialudvalgsformand fra 1988 og borgmester fra 1993. Hun trak sig i oktober 2007 på grund af stress.
Britta Christensens tid som borgmester var især præget af fokus på integrationsproblemerne på Vestegnen. Således afviste Britta Christensen som nyvalgt borgmester at Hvidovre Kommune kunne huse flere flygtninge. Hun krævede i stedet, at de velhavende kommuner omkring København tog en større andel. På det lokale plan var det under Britta Christensens borgmesterperiode, at Avedørelejren blev omdannet til filmby. I dag huser den bl.a. Zentropa. Det var også i disse år, at et omfattende kvarterløftprojekt i Avedøre Stationsby blev iværksat. Politisk var perioden præget af stabilitet; Socialdemokraterne har siddet tungt på magten i Hvidvore Kommune og har i perioder haft absolut flertal.